# Gazelle (film)
Pour les articles homonymes, voir Gazelle (homonymie).
Pour plus de détails, voir Fiche technique et Distribution.
Gazelle est un film biographique français écrit, produit et réalisé par Jean-François Pignon, sorti en 2014.
Il s'agit d'un portrait sur ses débuts, et sa relation avec la jument Gazelle. Le cavalier de spectacle équestre en est à la fois le réalisateur, le scénariste, l'un des acteurs et le producteur.

## Synopsis
Le petit Jean-François, âgé de douze ans, reçoit une jument Camargue qu'il dresse dans la ferme de sa famille. Avec elle, il développe une relation unique et devient petit à petit dresseur de chevaux en liberté. Mais après la réussite de son premier spectacle, l'orgueil l'envahit. Assistant à la guérison miraculeuse de sa jument, il entame un travail spirituel sur lui-même pour retrouver le juste équilibre.

## Fiche technique
- Titre original : Gazelle
- Réalisation : Jean-François Pignon
- Scénario : Jean-François Pignon
- Costumes : Sylvie Pignon
- Photographie : Sylvestre Dedise
- Son : Alexandre Andrillon
- Montage : Félicien Fort
- Musique : Damien Hervé
- Production : Jean-François Pignon
- Société de production : Gad Sgns Product
- Société de distribution : Gad Sgns Product
- Pays d'origine :  France
- Langue originale : français
- Format : couleur
- Genre : biographique
- Durée : 112 minutes
- Date de sortie :  France : 23 mars 2014

## Distribution
- Jean-Claude Adelin
- Jacques Chapon
- Vincent Clopez
- Stéphanie Chaput
- Hugues Farcis
- Valérie Vogt
- Jean-François Pignon

## Production
Jean-François Pignon a souhaité se lancer dans la réalisation cinématographique après son rôle joué dans Danse avec lui. Le scénario de Gazelle, considéré comme « tendre et naïf », n'entre pas dans les standards du cinéma français et Jean-François Pignon décide de produire le film lui-même. Le film reprend l'histoire personnelle de Jean-François Pignon depuis sa rencontre avec la jument, en passant par ses débuts dans le spectacle durant les années 1990. En 2000, la jument tombe malade et guérit, d'après J.-F. Pignon, « grâce à la prière ». Il a souhaité mettre en lumière cette dimension spirituelle dans le film. D'après lui, le tournage s'est réalisé sans retard malgré un grand nombre de prises en extérieur, ce qui l'a conforté dans sa sensation d'être « accompagné », renforçant sa foi.

## Accueil critique
Ce film reçoit un très mauvais accueil critique. Jérémie Couston, de Télérama, y voit « une fiction embarrassante de mièvrerie et de mégalomanie », incriminant la volonté de Jean-François Pignon d'être à la fois le réalisateur et l'interprète de ce « biopic à sa gloire ». Pour France Hatron des Fiches du cinéma, Gazelle est « sans intensité dramatique et surjoué », un film qui « ne témoigne pas à sa juste valeur de l'aventure humaine et spirituelle de son auteur ».